# Ettore Bastico
Ettore Bastico, italijanski maršal, * 9. april 1876, Bologna, † 2. december 1972, Rim.

## Življenjepis
Bastico je sodeloval v bitkah v Libiji, Jugoslaviji in Grčiji, nakar je bil poslan v Libijo kot guverner, kjer je opravljal dolžnost vrhovnega poveljnika italijanskih in nemških oboroženih sil v Severni Afriki.